# Пиннов (Мекленбург)
Пиннов (нем. Pinnow) — община в Германии, в земле Мекленбург-Передняя Померания.
Входит в состав района Пархим. Подчиняется управлению Остуфер Шверинер Зее. Население составляет 1524 человека (на 31 декабря 2010 года). Занимает площадь 14,17 км².